# Uromastycinae
Uromastycinae – podrodzina jaszczurek z rodziny agamowatych (Agamidae). 

## Zasięg występowania
Podrodzina obejmuje gatunki występujące w północnej Afryce i południowo-zachodniej Azji.

## Systematyka

### Podział systematyczny
Do podrodziny należą następujące rodzaje:
- Saara Gray, 1845
- Uromastyx Merrem, 1820